# Roland Cosnard
Pour les articles homonymes, voir Cosnard.
Roland Cosnard est un pasteur chrétien évangélique et missionnaire français de courant pentecôtiste né au Mans le 15 juillet 1933 et mort à Montauban le 24 mars 2012.

## Biographie
Figure du pentecôtisme en France, Roland Cosnard sert dans les Assemblées de Dieu (A.D.D) pendant 54 ans et y en est exclu définitivement en février 2003. Missionnaire en Algérie aux côtés de Douglas Scott jusqu'à l’indépendance, il rentre en France et exerce son ministère pastoral entre autres à Rouen, à Marseille et à Rodez. Pour autant, il continue à voyager et à rencontrer les églises du bout du monde. 
Pasteur d’une église A.D.D à Nîmes de 1969 à 1996, il fonde, dans le même temps, une œuvre humanitaire et spirituelle au Vietnam et s'en occupe jusqu'à sa mort. Il travaille pendant des années, après la fin de la guerre et l'instauration d'un régime communiste, s'employant à fédérer les divers chrétiens évangéliques et pentecôtistes du Vietnam. Il y parvient en créant dans ce pays l’Union des églises évangéliques qui compte aujourd'hui plus de 700 000 membres. On le surnomme « l’apôtre du Vietnam »,, titre qui n'a jamais été reconnu en France par les mouvements auxquels il appartenait. Il ne s’est pas contenté d'y faire un travail pastoral. Pour lui, l’annonce de l’Evangile ne pouvait qu’aller de pair avec un accompagnement social et humanitaire. Il disait toujours que le Christ ne s’est pas contenté d’annoncer la « Bonne Nouvelle », il a également nourri la foule affamée. C’est donc au travers de l’association humanitaire Eurasia qu’il fonde, que le pasteur Cosnard a œuvré pour récolter des fonds qu'il utilisera à la reconstruction du pays en finançant des chantiers d’écoles, des rénovations d’hôpitaux, ainsi que la coordination de 1 000 opérations « bec-de-lièvre » avec des chirurgiens français ou encore en soutenant des orphelinats (depuis plus de 20 ans aujourd'hui),.
Sur le plan ecclésial en France, Roland Cosnard s’est soucié du rapprochement entre les différentes sensibilités protestantes. Dans les années 1970, alors que le pasteur Jacques Maury présidait la Fédération protestante de France, il a œuvré pour l’entrée des Assemblées de Dieu de France dans la Fédération sans toutefois y parvenir. La ville de Nîmes lui a rendu hommage, à la demande de ses proches, en donnant son nom à un rond-point.